# Klara Lukan
Klara Lukan (Novo Mesto, 8 de septiembre de 2000) es una deportista eslovena que compite en atletismo, especialista en las carreras de fondo. Ganó una medalla de bronce en el Campeonato Europeo de Atletismo en Ruta de 2025, en la prueba de 10 km.

## Palmarés internacional
| Campeonato Europeo en Ruta | Campeonato Europeo en Ruta | Campeonato Europeo en Ruta | Campeonato Europeo en Ruta |
| Año                        | Lugar                      | Medalla                    | Prueba                     |
| -------------------------- | -------------------------- | -------------------------- | -------------------------- |
| 2025                       | Bruselas/Lovaina (Bélgica) | Medalla de bronce          | 10 km                      |